# Кір (бітум)

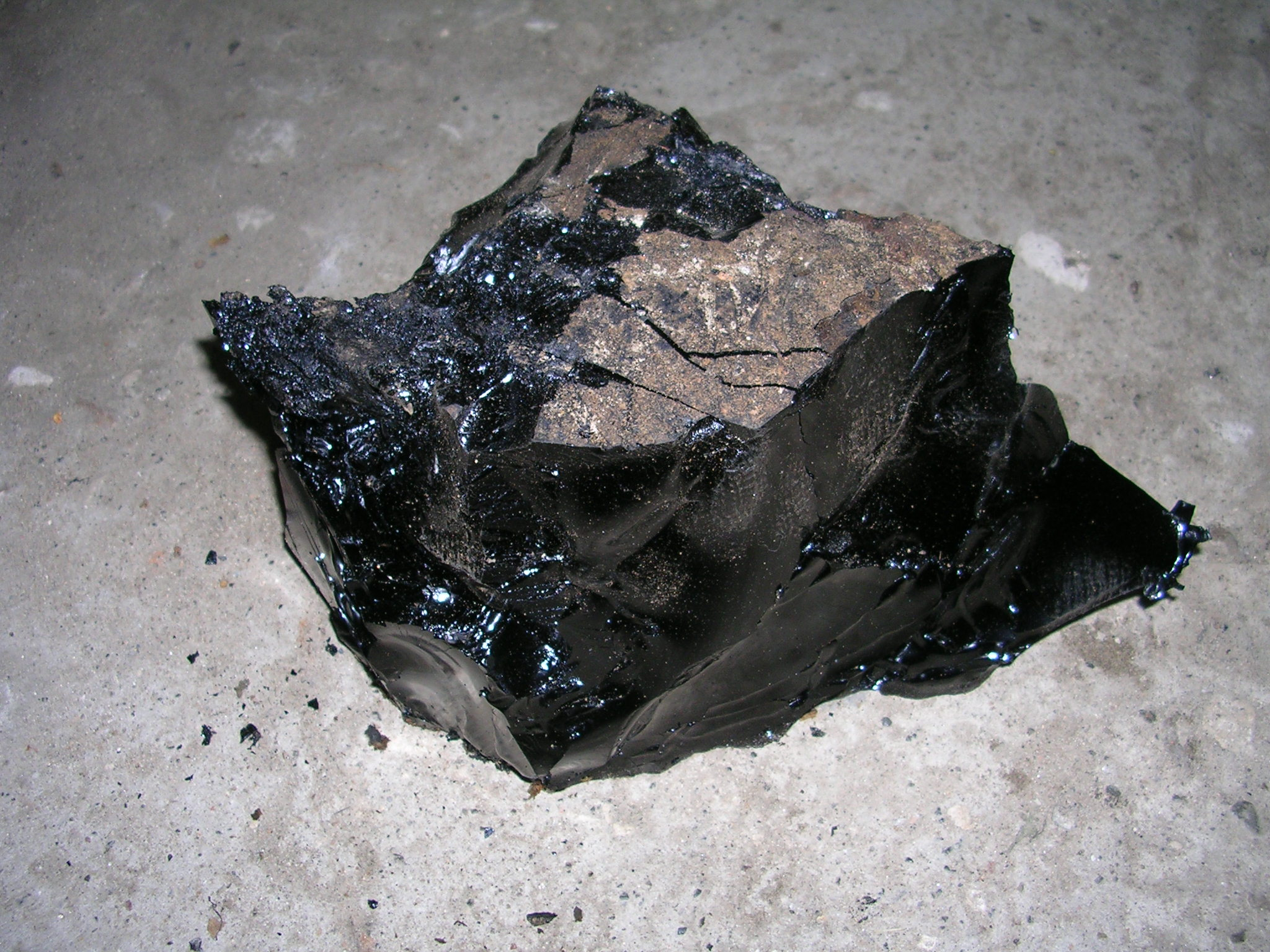
Кір

Кір (рос. кир, англ. brea,  kir, нім. Kir, Kir-Ablagerungen f pl) — назва групи природних бітумів (мальти, асфальти, асфальтити), що утворюються в результаті вивітрювання в зоні виходів легких метанових і нафтенових нафт.

## Склад і властивості
В залежності від складу і глибини вивітрювання нафт колір К. змінюється від темно-коричневого до чорного. Густина 0,96-1,2. Розчинний в органіч. розчинниках. Склад (%): С 75-86; Н 8-12; N+S+О 2-11; масел 25-65, смол і асфальтенів до 80.

## Поширення
Кір просочує проникні пласти (закірування), утворює покривала біля нафт. виходів і «капелюхи», пов'язані з грязьовими сальзами і грязьовими вулканами.